# Karen Klokker
Karen Klokker Poulsen (førdt 15. februar 2002) er en Dansk håndboldspiller, der spiller for Silkeborg-Voel KFUM og det danske landshold.
Hun startede karrieren i Skanderborg, hvor hun fik sit ligagennembrud i 2021-22 sæsonen, hvor hun spillede 5 kampe og scorede 2 mål. Hun kom den efterfølgende sæson til Randers HK. Da Randers HK gik nedenom og hjem tog hun til Viborg HK på en amatørkontrakt for resten af sæsonen. I Viborg manglede det dog med spilletid, og da Silkeborg-Voel KFUM manglede en stregspiller, da Line Skak var blevet gravid, hentede de Karen Klokker på en lejeaftale. I november 2024 blev det annonceret, at Ikast Håndbold har Karen Klokker er blevet købt fri af sin kontrakt med Viborg HK. Med Ikast skrev hun en på en 3-årig kontrakt med start fra fra 2025-26 sæsonen. Hun havde oprindeligt kontrakt med Viborg indtil 2026.
Mens hun var udlejet til Silkeborg-Voel KFUM blev hun indkaldt til det danske landshold til Golden League stævnet i marts 2025. Hun debuterede en 29-26 sejr over det norske landshold d. 6 marts 2025 til Golden League.